# Estrid Sigfastsdotter

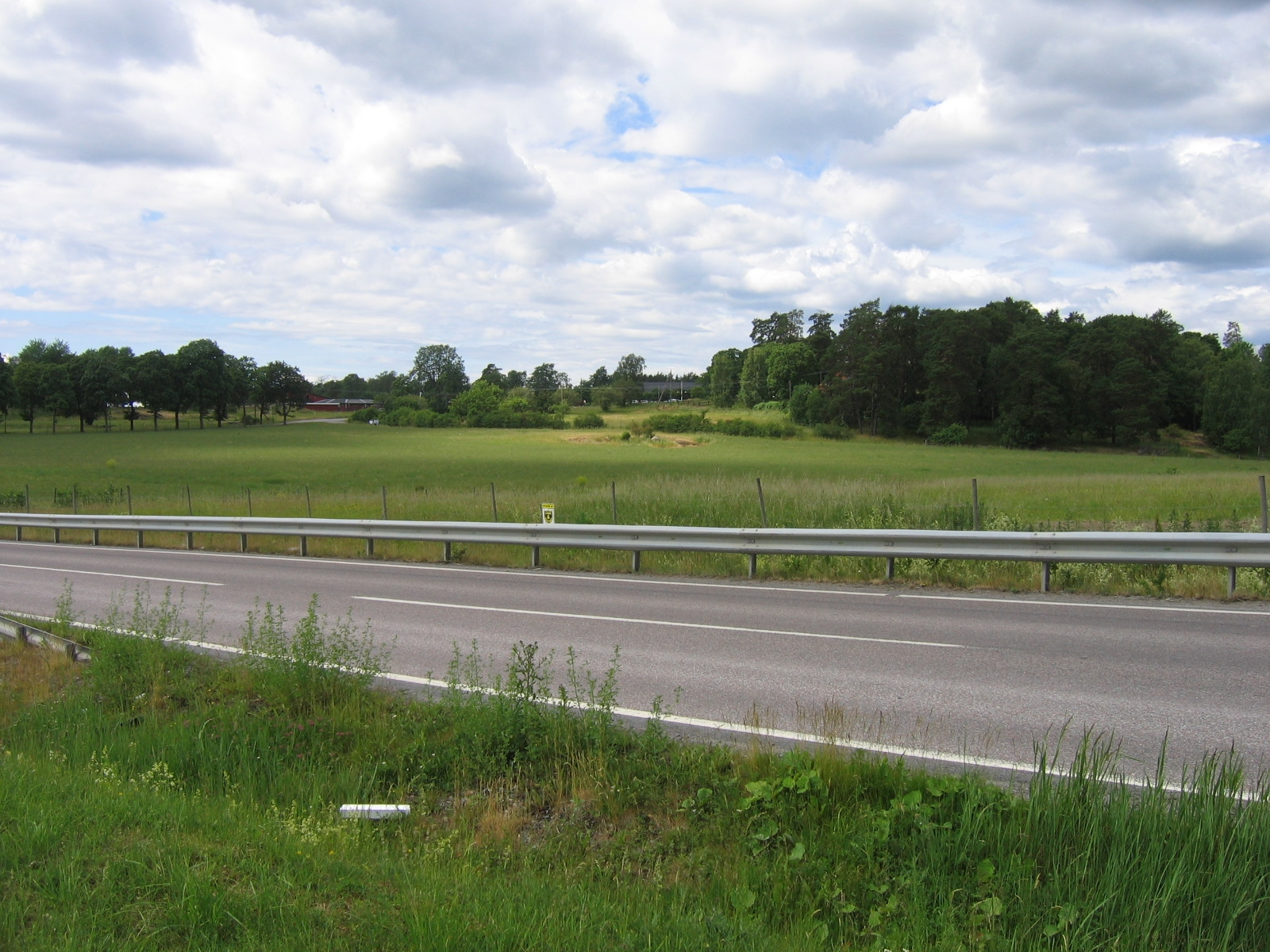
Estrids Grab, oberhalb der Straße in der Bildmitte

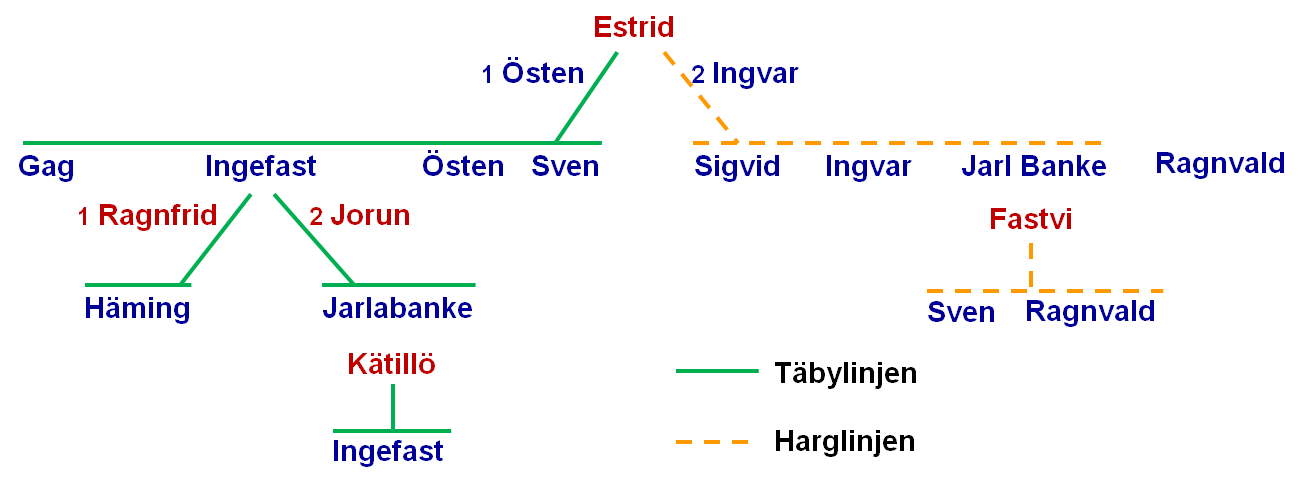
Estrid Sigfastsdotters rekonstruierte Familie

Estrid Sigfastsdotter (Old Norse: Æstriðr, Ástríðr) (nicht zu verwechseln mit der älteren Estrid, der Frau von Olof Skötkonung) war eine einflussreiche Frau, die zwischen 1020 und 1080 in Broby bro in Täby in Uppland in Schweden lebte und eine der ersten bekannten Christinnen in Schweden war. Sie gilt als einer der ältesten bestimmbaren Skelettfunde Schwedens. Ihr Leben kann durch Inschriften auf mehreren Runensteinen rekonstruiert werden und ist Zentrum einer Ausstellung im Stockholms läns museum.

## Leben
Estrid ist die Frau, die die meisten Runensteine errichten ließ. Zur älteren Gruppe gehören die Steine von Broby bro. Die Runen werden der jüngeren Futhark zugeordnet. Die Runensteine sehen alle ähnlich aus. Bei den meisten schlingt sich das Textband mit Schlangenkopf und -schwanz um ein Kreuz in der Mitte. Estrid zeigt sich und ihre Familie damit als Anhänger des in Skandinavien noch neuen Christentums. Aus den Texten auf den von Estrid gesetzten Runensteinen ist zu entnehmen, dass sie in erster Ehe mit Eysteinn (Øystæin) verheiratet war. Gemeinsam setzten sie dem verstorbenen Sohn Gag einen Stein (U 137).
Zusammen mit Eysteinn unternahm Estrid eine Pilgerreise. Im Verbrüderungsbuch der Benediktinerabtei Kloster Reichenau im Bodensee in Süddeutschland sind die Namen „Östhein“ und „Hestrit“ zusammen mit anderen skandinavischen Namen verzeichnet. Vermutlich reisten sie in einer Gruppe. Ihr Ziel „iursalir“ (Jerusalem) erreichte Eysteinn nicht: Er starb in Griechenland, wie der ihm gesetzte Stein U 136 besagt. Dieser von Estrid gesetzte Stein wird daher zu den Griechenland-Runensteinen gezählt. Neben dem Stein, den seine Frau für ihn setzte, erinnerten eine Brücke und ein Grabhügel an ihn, den seine Söhne Ingifastr, Eysteinn und Sveinn laut einem weiteren Stein (U 135) errichten ließen. Sveinn könnte der „Sven“ sein, dessen Name zusammen mit dem der Eltern im Reichenauer Memorialbuch steht.

Broby bro Runensteine
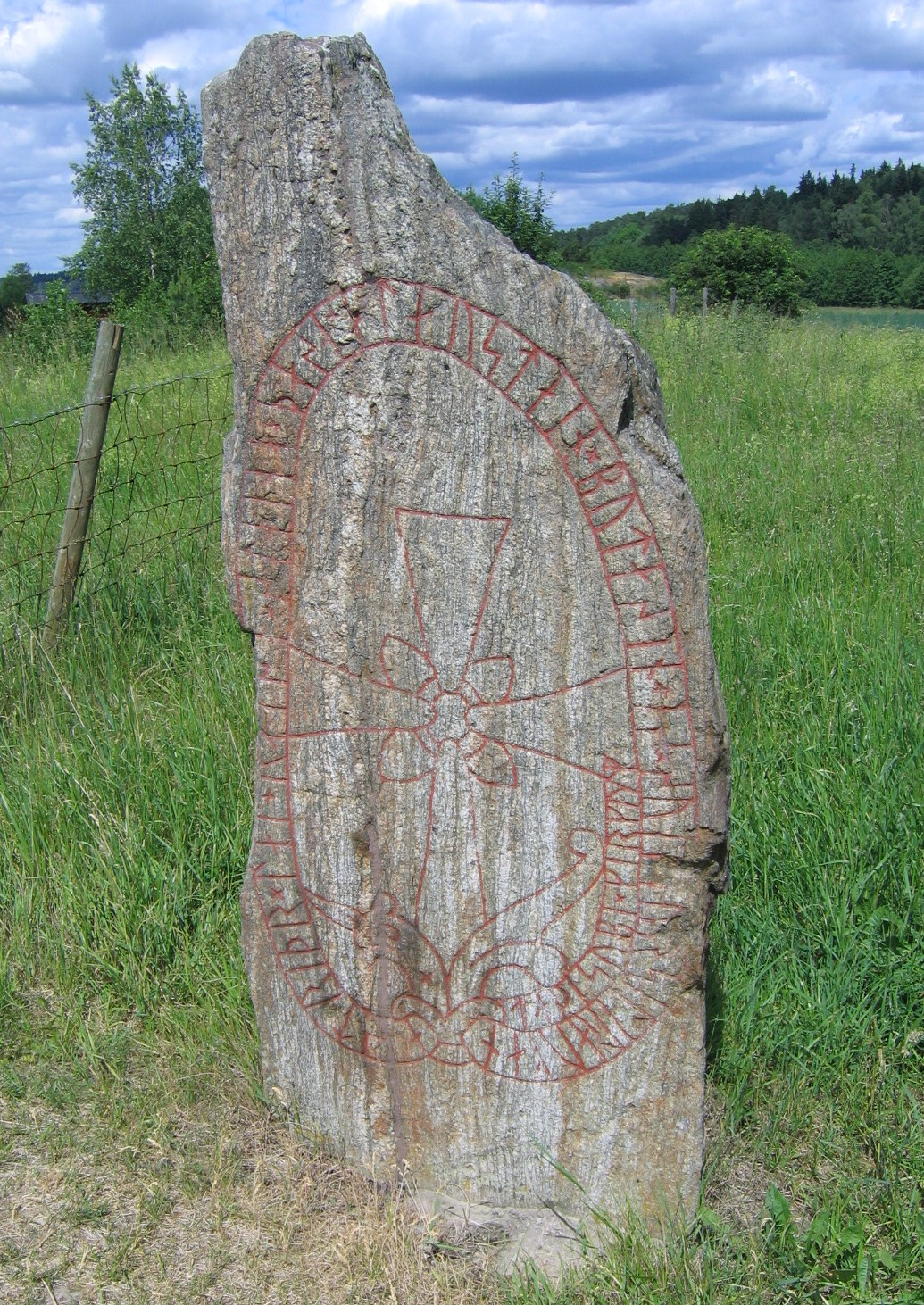
Estrids Gedenkstein für Eysteinn (U 136)
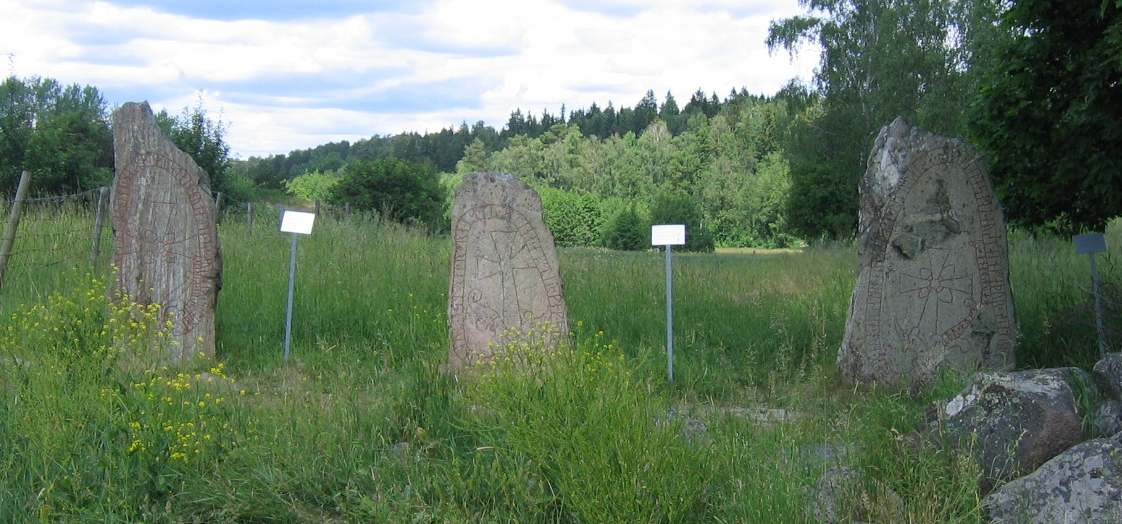
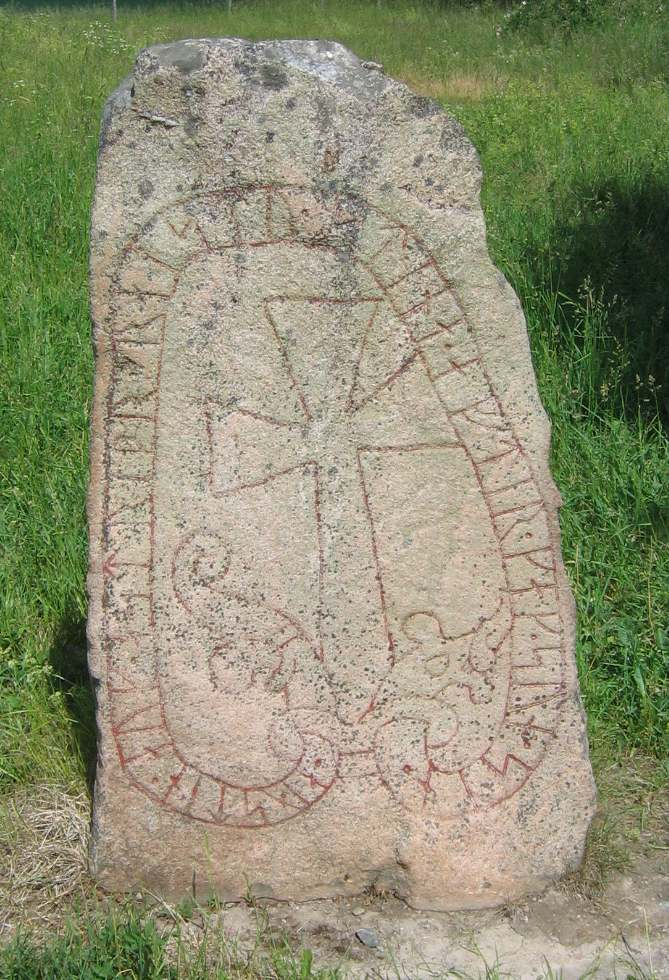
Estrids und Eysteinns Stein für Gag (U 137)

In zweiter Ehe heiratete Estrid den Witwer Ingvar in Harg bei Sigtuna, den sie ebenfalls überlebte. Ihm und seinem Sohn Ragnvald zum Gedächtnis errichtete sie eine Brücke bei Skånela und ließ den Runenstein U 310 setzen, der anders als die älteren Steine kein Kreuz zeigt. Drei weitere Söhne von Ingvar (und Estrid) setzten Vater und Bruder den Stein U 309.
Nach Ingvars Tod kehrte Estrid vermutlich nach Täby zurück, das inzwischen ihrem Enkel Jarlabanke gehörte, und beteiligte sich an einem Brückenbau mehrerer Verwandter bei Hagby. Auf dem dort aufgestellten Stein U 143 erinnert nicht nur sie an Ingvar, entweder ihren zweiten Mann oder ihren Sohn aus zweiter Ehe, sondern auch ihre Schwiegertochter Jorunn und ihre Enkel Jarlabanke und Hemingr an deren Ehemann und Vater Ingifastr, Estrids Sohn aus erster Ehe. Mit dem Stein U 101 erinnern Estrid und ihre Enkel Jarlabanke und Hemingr gemeinsam an Ingifastr und Ingvar. Der Stil der Runen auf diesen Steinen wird auf mehrere Jahrzehnte später datiert als die Inschriften der zur Erinnerung an Eysteinn gesetzten Steine. Wie die älteren haben diese Steine Textbänder in Schlangenform, Kreuze sind jedoch nicht abgebildet.

Runensteine, die Estrid für ihren zweiten Mann und ihre Söhne setzte
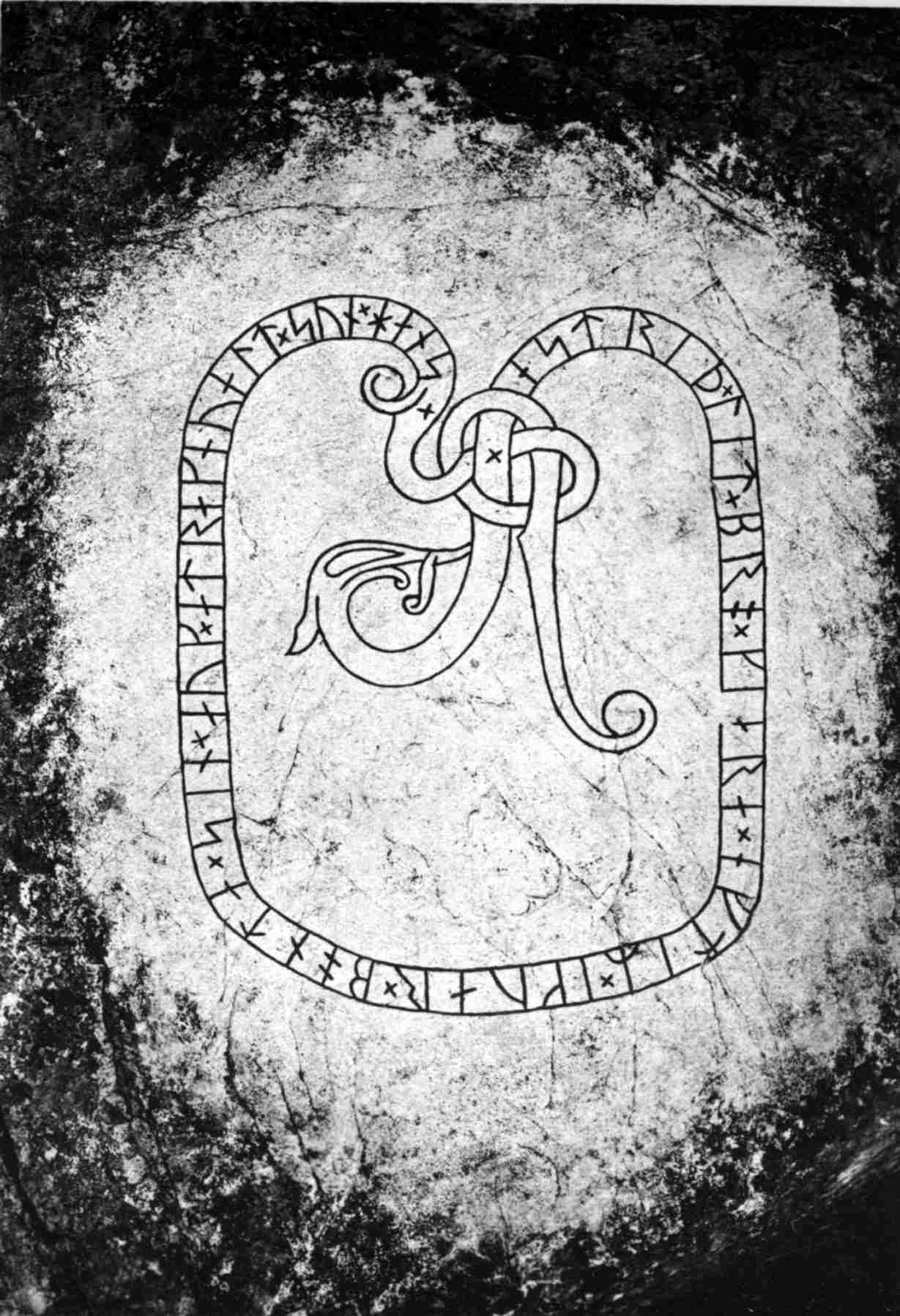
Estrids Stein für Ingvar und Ragnvald (U 310)
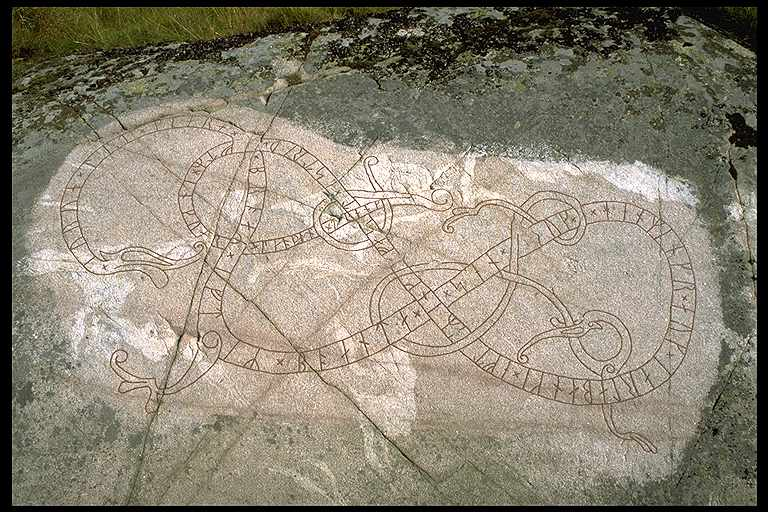
Runenstein für Ingifastr und Ingvar (U 143)
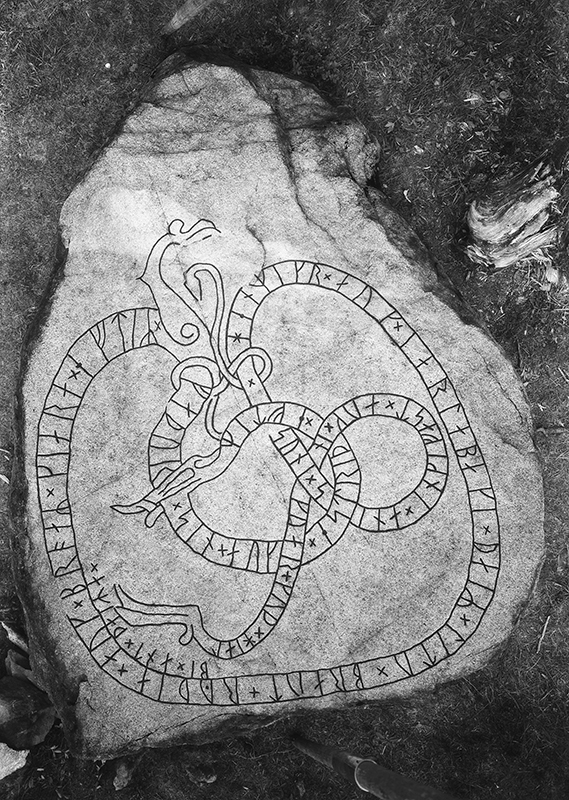
Runenstein für Ingifastr und Ingvar (U 101)

Eine andere Frau, von der insgesamt vier ähnlich zu den Steinen von Broby bro gestaltete Runensteine bekannt sind, war Inga, die Witwe von Ragnfast, des Sohnes von Sigfast. Auf einem der Steine (U 329), den sie zum Gedächtnis an ihren Mann in Snottsta, nicht weit von Täby entfernt, setzte, erwähnt sie Estrid und Gyrid, die Schwestern ihres Mannes. Ingas Schwägerin Estrid wird in der Forschung meist mit der Estrid gleichgesetzt, die über mehrere Jahrzehnte hinweg die obengenannten Steine setzte.

## Skelettfunde
Archäologen fanden 1995 auf einem bis dahin unbekannten, etwa 1000 Jahre alten Gräberfeld an der Broby bro drei Skelette, die einem älteren Mann, einer älteren Frau und einem etwa zehn Jahre alten Jungen gehörten. Die Frau war etwa 170 cm groß und vermutlich 60 bis 75 Jahre alt. Sie war nach christlicher Sitte mit dem Kopf nach Westen in einem Sarg beigesetzt worden, der aus einem Baumstamm gemacht war. Auch wenn Grabbeigaben bei Christen unüblich waren, hatte man ihr ein Kästchen mit ins Grab gegeben, in dem sich zwei Silbermünzen und drei Gewichte befanden. Eine der Münzen war zwischen 1025 und 1040 n. Chr. in Basel geprägt worden. In der Schachtel befand sich zudem ein kleiner silberner Ring, mit dem ein Stoffbeutel verschlossen war. Neben der Brust lag ein Messer. Dem etwa zehnjährigen Jungen hatte man zwei Münzen beigegeben, von denen eine um das Jahr 1000 herum unter dem deutschen Kaiser Otto III. geprägt worden war und die andere um 1030 unter Knut dem Großen.
Die Entdeckung wurde direkt neben dem Ort gemacht, wo der Grabhügel (Kenotaph) für Estrids ersten Ehemann Eysteinn, der laut dem dort aufgestellten Runenstein U 136 in Griechenland gestorben war, und das Grab ihres Sohnes Gag, das mit Runenstein U 137 bezeichnet war, gefunden wurden. Die Runensteine in der Nähe machen es wahrscheinlich, dass es ein Gräberfeld der Familie des Häuptlings Jarlabanke war, der in der Gegend mehr als zwanzig Runensteine, die in der Forschung als Jarlabankesteine bezeichnet werden, ritzen ließ, und die beerdigte Frau die auf sechs Steinen namentlich erwähnte Estrid, Jarlabankes Großmutter mütterlicherseits. Ihr Skelett kann erhalten geblieben sein, da sie als Christin beerdigt wurde, während die Menschen vor der Ankunft des Christentums ihre Toten zumeist verbrannt hatten. Bei dem älteren Mann handelt es sich eventuell um Estrids zweiten Mann Ingvar, bei dem Jungen vielleicht um den jung verstorbenen Sohn Gag aus erster Ehe.
Nach dieser Identifikation wäre Gag frühestens in den 1130er Jahren gestorben. Sieht man die Münzen im Grab der Frau als Estrids Souvenirs von der Pilgerfahrt an, so war das Ehepaar einige Jahre nach dem Tod des Sohnes dorthin aufgebrochen. Die Gewichte in Estrids Kästchen weisen möglicherweise darauf hin, dass sie als Händlerin für kostbare Waren wie Gewürze oder Edelmetalle tätig war.